# Paiaiás
Os Paiaiás, também referidos pelo etnônimo brasílico Payayá,  constituem um  grupo étnico da família linguística Kariri, do tronco  Macro-Jê.  Atualmente, encontram-se em  processo de etnogênese.:82 e estão presentes, sobretudo, na região da Chapada Diamantina, estado da Bahia, e na cidade de Cristinápolis, no estado de Sergipe. Durante os últimos cinco séculos do genocídio dos povos Macro-Jê - cujo exemplo histórico mais notório foi a chamada Guerra dos Bárbaros - os Payayá foram vítimas de perseguições, maltratos, chacinas e expulsão das próprias terras, chegando a ser considerados praticamente extintos já na segunda metade do século XVII. 

## História e costumes
Os paiaiás predominavam em uma região que abarcava desde os atuais estados do Ceará e da Paraíba até a região sertaneja setentrional do atual estado da Bahia.
Os registros disponíveis sobre as práticas culturais dos paiaiás dizem respeito à sua alimentação, visto que eles cultivavam diversos gêneros alimentícios como o feijão, milho, amendoim e abóbora, a mandioca e o aipim, a batata-doce e o cará ou inhame. Além da agricultura, eles, também, praticavam a caça de subsistência, caçando animais como veados, porcos do mato, cascavéis, surucucus. Também pescavam a tainha para fazer farinha de peixe, além de coletarem plantas e frutos nativos do sertão nordestino, tais como o umbu, o mandacaru, o xique-xique e o mel de mandaçaia.
No chamado "sertão das Jacobinas", na região da Chapada Diamantina,:23 os paiaiás eram genericamente chamados de tapuias, pelas autoridades coloniais e pelos colonos de origem européia que vieram a ocupar o interior da Bahia. Também chamados tapuias eram os maracás, igualmente considerados extintos no final do século XVII.

## Etnogênese dos paiaiás de Utinga
No final do século XX, remanescentes da nação paiaiá iniciaram a luta para recuperar seu território, resgatar suas tradições e sua cultura. Esse movimento começa nos anos 1990, quando os descendentes diretos da anciã Yayá Gameleira (Maria Gameleira), a matriarca que tinha seu nome associado a uma gameleira existente no território ancestral paiaiá, passam a reivindicar sua identidade, enfrentando a oposição de diversos grupos e estudiosos que os consideravam extintos há séculos. Atualmente, é possível encontrá-los na terra ancestral, nas proximidades no povoado de Cabeceira do Rio, situado no município baiano de Utinga, sob a liderança do cacique Juvenal Paiaiá, de seu irmão Otto Paiaiá e do pajé Esmeraldo Paiaiá. 
Além dos paiaiás de Utinga, haveria outros remanescentes em vários municípios baianos, desde o Recôncavo até o rio São Francisco  (Jacobina, Tapiramutá, Mairi, Antônio Cardoso, Santo Estevão e Nova Soure, onde está a vila de Paiaiá, fundada em uma das áreas habitadas pelos paiaiás, à semelhança do que se verifica nos municípios  de Anguera, Irará, Feira de Santana e Ipecaetá, entre outros.
Em seu processo de etnogênese e recuperação da identidade,  os paiaiás fundaram, em 2008, o Movimento Associativo Indígena Payayá (MAIP), registrado em 5 de maio de 2010 e cujo objetivo é ajudar as comunidades indígenas dos municípios de Utinga, Bonito e Morro do Chapéu a alcançarem a autossuficiência econômica.
Os paiaiás, através do MAIP, desenvolvem projetos que de reflorestamento das margens do rio Utinga e seus afluentes, por meio de um viveiro de mudas de árvores que já haviam sumido da região, tais como pau d'arco, ipê roxo, mogno e putumuju. Além disso, lutam pela recuperação da nascente do rio Utinga, em processo de assoreamento.
Atualmente, há cerca de 100 famílias  paiaiás às margens do rio Utinga, cuja bacia hidrográfica irriga os municípios de Utinga, Wagner, Lajedinho e Andaraí. Desde janeiro de 2019, essas famílias ocupam uma área de 112 hectares, situada no município de Utinga. A área foi cedida pelo governo estadual da Bahia numa conquista histórica, após seis anos de negociação pacífica entre os indígenas e o governo.  
Os paiaiás têm se articulado com outros povos indígenas, e fazem parte do  Movimento Unido dos Povos e Organizações Indígenas da Bahia (MUPOIBA), que visa influir sobre as políticas públicas relacionadas com os povos indígenas daquele estado.